# Bävertjärnen (Lycksele socken, Lappland, 715797-160878)
Bävertjärnen är en sjö i Lycksele kommun i Lappland och ingår i Öreälvens huvudavrinningsområde. Bävertjärnen ligger i Öreälven Natura 2000-område.